# Hemipyxis
Hemipyxis (лат.) — род жуков-листоедов (Chrysomelidae) из трибы земляные блошки (Alticini, Galerucinae). Около 30 видов. Австралия, восточная Палеарктика, Африка, Юго-Восточная Азия. Мелкие жуки (около 5 мм) желтовато-коричневого цвета. Обладают прыгательными задними ногами с утолщёнными бёдрами. Усики 11-члениковые (3-й сегмент короче первого). Фронтальные валики пролонгированы до клипеуса. Питаются растениями. Полифаги.
- Hemipyxis apicicostata Kimoto, 1989
- Hemipyxis bocaki (Medvedev, 1993)
- Hemipyxis bucasi (Medvedev, 1993)
- Hemipyxis flavipes Kimoto, 1978
- Hemipyxis foveiceps (Medvedev, 1993)
- Hemipyxis fulvoculata Takizawa, 1979
- Hemipyxis glabricollis Wang, 1992
- Hemipyxis kangdingana (Wang, 1992)
- Hemipyxis lineata Kimoto, 1978
- Hemipyxis liukueiana Kimoto, 1996
- Hemipyxis macularis (Medvedev, 1993)
- Hemipyxis maxima Medvedev, 2000
- Hemipyxis mimica (Medvedev, 1996)
- Hemipyxis mindanensis (Medvedev, 1993)
- Hemipyxis ornatus (Medvedev, 1993)
- Hemipyxis parva (Wang, 1992)
- Hemipyxis persimilis Kimoto, 1996
- Hemipyxis philippina (Medvedev, 1996)
- Hemipyxis rarashana Kimoto, 1996
- Hemipyxis sibuyana (Medvedev, 1996)
- Hemipyxis troglodytes Olivier, 1808typus
- другие виды